# Międzynarodowy Puchar Piłkarski (1962/1963)
Międzynarodowy Puchar Piłkarski 1962/1963 był 2. edycją piłkarskiego turnieju. Turniej zorganizowano z udziałem 32 drużyn. Zespoły zostały podzielone na osiem grup po cztery zespoły każda. Ośmiu zwycięzców grup awansowało do rundy pucharowej. Zwycięzcą turnieju został Slovnaft Bratislava

## Grupa A1
| Lp. | Drużyna             | M | Z | R | P | B+ | B- | +/– | Pkt |              |     | SLO | RCP | VEN | YBO |
| --- | ------------------- | - | - | - | - | -- | -- | --- | --- | ------------ | --- | --- | --- | --- | --- |
| 1   | Slovnaft Bratislava | 6 | 4 | 0 | 2 | 14 | 10 | +4  | 8   | awans do 1/4 |     | —   | 4–2 | 2–0 | 1–0 |
| 2   | RC de Paris         | 6 | 2 | 3 | 1 | 20 | 18 | +2  | 7   |              |     | 4–2 | —   | 3–3 | 3–1 |
| 3   | AC Venezia          | 6 | 2 | 2 | 2 | 18 | 14 | +4  | 6   |              | 4–1 | 4–4 | —   | 6–1 |     |
| 4   | Young Boys          | 6 | 1 | 1 | 4 | 9  | 19 | −10 | 3   |              | 0–4 | 4–4 | 3–1 | —   |     |

## Grupa A2
| Lp. | Drużyna        | M | Z | R | P | B+ | B- | +/– | Pkt |              |     | ÚJP | STF | MAN | ČKD |
| --- | -------------- | - | - | - | - | -- | -- | --- | --- | ------------ | --- | --- | --- | --- | --- |
| 1   | Újpesti Dózsa  | 6 | 4 | 2 | 0 | 14 | 5  | +9  | 10  | awans do 1/4 |     | —   | 0–0 | 4–0 | 2–2 |
| 2   | Stade Français | 6 | 3 | 1 | 2 | 9  | 5  | +4  | 7   |              |     | 0–1 | —   | 4–0 | 2–1 |
| 3   | Mantova        | 6 | 2 | 0 | 4 | 7  | 16 | −9  | 4   |              | 1–4 | 1–0 | —   | 2–3 |     |
| 4   | ČKD Praha      | 6 | 1 | 1 | 4 | 11 | 15 | −4  | 3   |              | 2–3 | 2–3 | 1–3 | —   |     |

## Grupa A3
| Lp. | Drużyna              | M | Z | R | P | B+ | B- | +/– | Pkt |              |     | PAD | DOR | LCH | SPA |
| --- | -------------------- | - | - | - | - | -- | -- | --- | --- | ------------ | --- | --- | --- | --- | --- |
| 1   | Padova               | 6 | 4 | 1 | 1 | 15 | 8  | +7  | 9   | awans do 1/4 |     | —   | 1–0 | 4–2 | 5–0 |
| 2   | Dorogi Bányász       | 6 | 3 | 0 | 3 | 13 | 13 | 0   | 6   |              |     | 3–1 | —   | 4–1 | 4–2 |
| 3   | FC La Chaux-de-Fonds | 6 | 2 | 1 | 3 | 10 | 13 | −3  | 5   |              | 2–3 | 1–0 | —   | 3–1 |     |
| 4   | Spartak Pilzno       | 6 | 1 | 2 | 3 | 12 | 16 | −4  | 4   |              | 1–1 | 7–2 | 1–1 | —   |     |

## Grupa A4
| Lp. | Drużyna         | M | Z | R | P | B+ | B- | +/– | Pkt |              |     | SER | SAR | NIT | NIM |
| --- | --------------- | - | - | - | - | -- | -- | --- | --- | ------------ | --- | --- | --- | --- | --- |
| 1   | Servette        | 6 | 3 | 2 | 1 | 11 | 9  | +2  | 8   | awans do 1/4 |     | —   | 3–2 | 2–1 | 4–1 |
| 2   | FK Sarajevo     | 6 | 2 | 2 | 2 | 9  | 12 | −3  | 6   |              |     | 0–0 | —   | 3–2 | 2–1 |
| 3   | Slovan Nitra    | 6 | 2 | 1 | 3 | 12 | 9  | +3  | 5   |              | 0–0 | 5–1 | —   | 4–1 |     |
| 4   | Nîmes Olympique | 6 | 2 | 1 | 3 | 11 | 13 | −2  | 5   |              | 5–2 | 1–1 | 2–0 | —   |     |

## Grupa B1
| Lp. | Drużyna              | M | Z | R | P | B+ | B- | +/– | Pkt |              |     | TAT | AJX | LOR | KAI |
| --- | -------------------- | - | - | - | - | -- | -- | --- | --- | ------------ | --- | --- | --- | --- | --- |
| 1   | Tatabányai Bányász   | 6 | 5 | 1 | 0 | 18 | 7  | +11 | 11  | awans do 1/4 |     | —   | 2–1 | 4–0 | 6–2 |
| 2   | Ajax Amsterdam       | 6 | 4 | 0 | 2 | 18 | 11 | +7  | 8   |              |     | 1–2 | —   | 2–1 | 6–0 |
| 3   | FC Nancy             | 6 | 2 | 0 | 4 | 10 | 12 | −2  | 4   |              | 1–2 | 2–3 | —   | 3–1 |     |
| 4   | 1. FC Kaiserslautern | 6 | 0 | 1 | 5 | 9  | 25 | −16 | 1   |              | 2–2 | 4–5 | 0–3 | —   |     |

## Grupa B2
| Lp. | Drużyna          | M | Z | R | P | B+ | B- | +/– | Pkt |              |     | OFK | LAN | BAY | FEY |
| --- | ---------------- | - | - | - | - | -- | -- | --- | --- | ------------ | --- | --- | --- | --- | --- |
| 1   | OFK Belgrad      | 6 | 4 | 1 | 1 | 13 | 9  | +4  | 9   | awans do 1/4 |     | —   | 4–3 | 4–1 | 1–0 |
| 2   | Lanerossi        | 6 | 3 | 0 | 3 | 8  | 9  | −1  | 6   |              |     | 2–0 | —   | 1–0 | 2–0 |
| 3   | Bayern Monachium | 6 | 2 | 1 | 3 | 14 | 19 | −5  | 5   |              | 4–4 | 4–2 | —   | 4–3 |     |
| 4   | SC Feijenoord    | 6 | 2 | 0 | 4 | 12 | 10 | +2  | 4   |              | 1–2 | 3–0 | 5–1 | —   |     |

## Grupa B3
| Lp. | Drużyna             | M | Z | R | P | B+ | B- | +/– | Pkt |              |     | RIJ | ROT | BAS | PSV |
| --- | ------------------- | - | - | - | - | -- | -- | --- | --- | ------------ | --- | --- | --- | --- | --- |
| 1   | NK Rijeka           | 6 | 4 | 1 | 1 | 18 | 11 | +7  | 9   | awans do 1/4 |     | —   | 2–1 | 5–1 | 3–1 |
| 2   | Rot-Weiß Oberhausen | 6 | 3 | 2 | 1 | 15 | 12 | +3  | 8   |              |     | 4–3 | —   | 2–2 | 3–1 |
| 3   | FC Basel            | 6 | 1 | 3 | 2 | 16 | 20 | −4  | 5   |              | 2–2 | 4–4 | —   | 4–3 |     |
| 4   | PSV Eindhoven       | 6 | 1 | 0 | 5 | 11 | 17 | −6  | 2   |              | 2–3 | 0–1 | 4–3 | —   |     |

## Grupa B4
| Lp. | Drużyna             | M | Z | R | P | B+ | B- | +/– | Pkt |              |     | PEC | BLA | VEL | HIL |
| --- | ------------------- | - | - | - | - | -- | -- | --- | --- | ------------ | --- | --- | --- | --- | --- |
| 1   | Pécsi Dózsa         | 6 | 5 | 1 | 0 | 17 | 7  | +10 | 11  | awans do 1/4 |     | —   | 5–2 | 4–1 | 5–3 |
| 2   | Blauw-Wit Amsterdam | 6 | 2 | 2 | 2 | 10 | 12 | −2  | 6   |              |     | 0–0 | —   | 3–2 | 4–3 |
| 3   | Velež Mostar        | 6 | 2 | 1 | 3 | 16 | 11 | +5  | 5   |              | 1–2 | 1–1 | —   | 9–1 |     |
| 4   | Hildesheim          | 6 | 1 | 0 | 5 | 8  | 21 | −13 | 2   |              | 0–1 | 1–0 | 0–2 | —   |     |

## Ćwierćfinał
| Drużyna 1                            | Wynik dwumeczu | Drużyna 2          | Pierwszy mecz | Drugi mecz |
| ------------------------------------ | -------------- | ------------------ | ------------- | ---------- |
| Servette                             | 1:6            | Tatabányai Bányász | 1:0           | 0:6        |
| Pécsi Dózsa                          | 4:3            | NK Rijeka          | 2:1           | 2:2        |
| OFK Belgrad                          | 5:10           | Padova             | 4:3           | 1:7        |
| Slovnaft Bratislava                  | 4:2            | Újpesti Dózsa      | 4:1           | 0:1        |
| Po lewej gospodarz pierwszego meczu. |                |                    |               |            |

## Półfinał
| Drużyna 1                            | Wynik dwumeczu | Drużyna 2          | Pierwszy mecz | Drugi mecz |
| ------------------------------------ | -------------- | ------------------ | ------------- | ---------- |
| Padova                               | 7:3            | Pécsi Dózsa        | 4:3           | 3:0        |
| Slovnaft Bratislava                  | 3:2            | Tatabányai Bányász | 1:1           | 2:1        |
| Po lewej gospodarz pierwszego meczu. |                |                    |               |            |

## Finał
| Drużyna 1                 | Wynik | Drużyna 2           |
| ------------------------- | ----- | ------------------- |
| Padova                    | 0:1   | Slovnaft Bratislava |
| Po lewej gospodarz meczu. |       |                     |